# 알베르토 말레사니
알베르토 말레사니 (Alberto Malesani, 1954년 6월 5일 ~ )는 이탈리아의 전 축구 선수, 축구 감독이다. 90년대 후반 파르마를 이끌고 코파 이탈리아, UEFA 컵, 수페르코파 이탈리아나에서 우승을 차지한 감독으로 잘 알려져 있다.

## 수상

### 감독

#### 클럽
키에보
- 세리에 C1 (1): 1993–94

파르마
- 코파 이탈리아 (1): 1998–99
- UEFA 컵 (1): 1998–99
- 수페르코파 이탈리아나 (1): 1999